# 85% Proof
85 % Proof — шестой студийный альбом Уилла Янга. Вышел на лейбле Island Records 25 мая 2015 года. Это первый альбом артиста, выпущенный на этом лейбле. Продюсером выступил Джим Элиот. Процесс написания составил 10 недель.

## Продажи
В первую неделю в Англии альбом продался в количестве 21321 копии.

## Список композиций
| №   | Название               | Автор(ы)                                                                          | {{{extra_column}}} | Длительность |
| --- | ---------------------- | --------------------------------------------------------------------------------- | ------------------ | ------------ |
| 1.  | «Brave Man»            | Уилл Янг, Джим Элиот, Мими Стилуэлл                                               |                    | 4:03         |
| 2.  | «Promise Me»           | Янг, Элиот, Стилуэлл                                                              |                    | 3:35         |
| 3.  | «Love Revolution»      | Янг, Элиот, Стилуэлл, Иван Матиас, Роберт Боррмэнн, Андреа Мартин, Эдмунд Клемент |                    | 2:58         |
| 4.  | «U Think I'm Sexy»     | Янг, Элиот, Стилуэлл                                                              |                    | 3:29         |
| 5.  | «Gold»                 | Янг, Элиот, Стилуэлл                                                              |                    | 3:50         |
| 6.  | «Like a River»         | Янг, Элиот, Стилуэлл                                                              |                    | 3:39         |
| 7.  | «Joy»                  | Янг, Элиот, Стилуэлл                                                              |                    | 3:28         |
| 8.  | «Blue»                 | Элиот, Стэфан Рэбл, Дэн Макдугалл                                                 |                    | 3:34         |
| 9.  | «Thank You»            | Янг, Элиот                                                                        |                    | 3:39         |
| 10. | «I Don't Need a Lover» | Ник Ярл, Ричи Маккорт                                                             | Джим Элиот         | 3:47         |

| №   | Название                | Автор(ы)                                   | Длительность |
| --- | ----------------------- | ------------------------------------------ | ------------ |
| 11. | «Dare»                  | Янг, Ричард Стэнханд, Эш Хоус              | 3:51         |
| 12. | «Where Are You Tonight» | Янг, Элиот, Стилуэлл                       | 3:24         |
| 13. | «You Keep on Loving Me» | Янг, Элиот, Стилуэлл                       | 3:50         |
| 14. | «Always on My Mind»     | Вэйн Кэрсон, Джонни Кристофер, Марк Джеймс | 2:06         |

## Чарты
| Чарт (2015)                       | Высшая позиция |
| --------------------------------- | -------------- |
| Ирландия (IRMA)                   | 38             |
| Шотландия (Scottish Albums Chart) | 2              |
| Великобритания (UK Albums Chart)  | 1              |

| Регион | Сертификация | Продажи |
| --- | ------------ | ------- |
| Великобритания (BPI) | Серебряный   | 60 000  |
| * Данные о продажах приведены только на основе сертификации. ^ Данные о тиражах приведены только на основе сертификации. |              |         |

1. ↑  «GFK Chart-Track». Chart-Track.co.uk. GFK Chart-Track. IRMA.
2. ↑  Official Scottish Albums Chart Top 100  (англ.). The Official Charts Company.
3. ↑  Will Young — Full Official Chart History  (англ.). UK Albums Chart. The Official Charts Company.
4. ↑  British  album  certifications – Will Young – 85% Proof (англ.). British Phonographic Industry.